# Цешимово
Цешимово (пол. Cieszymowo, нім. Teschendorf) — село в Польщі, у гміні Міколайки-Поморські Штумського повіту Поморського воєводства.
Населення — 526 осіб (2011).
У 1975-1998 роках село належало до Ельблонзького воєводства.

## Демографія
Демографічна структура станом на 31 березня 2011 року:
|          | Загалом | Допрацездатний вік | Працездатний вік | Постпрацездатний вік |
| -------- | ------- | ------------------ | ---------------- | -------------------- |
| Чоловіки | 273     | 63                 | 199              | 11                   |
| Жінки    | 253     | 59                 | 156              | 38                   |
| Разом    | 526     | 122                | 355              | 49                   |